# Leon Ziaja
Leon Ziaja (ur. 1929) – polski historyk, docent, pułkownik Wojska Polskiego.

## Życiorys
Był pracownikiem Wojskowej Akademii Politycznej. Był zatrudniony w Katedrze Historii Polski i Polskiego Ruchu Robotniczego.
Zajmował się dziejami ruchu robotniczego.

## Wybrane publikacje
- (współautor: A. Reiss), Materiały źródłowe do ćwiczeń z historii polskiej myśli politycznej 1944-1965: wybór dokumentów, cz. 1-2, Warszawa: Wojskowa Akademia Polityczna im. F. Dzierżyńskiego. Zakład Doktryn Politycznych i Ustrojów Państwowych XX w. 1966.
- Dokumenty do historii polskiego ruchu robotniczego 1918-1939: wybór, Warszawa: Wojskowa Akademia Polityczna im. F. Dzierżyńskiego Wydział Historyczno-Polityczny 1970.
- Historia Polski w świetle źródeł, t. 2 cz. 2: Od 1939 do 1944 r., Warszawa: Wojskowa Akademia Polityczna im. Feliksa Dzierżyńskiego. Katedra Historii Polski i Polskiego Ruchu Robotniczego 1974.
- Historia Polski w świetle źródeł, t. 2 cz. 3: Od 1944 do 1956 r., Warszawa: Wojskowa Akademia Polityczna im. Feliksa Dzierżyńskiego. Katedra Historii Polski i Polskiego Ruchu Robotniczego 1974.
- Historia Polski w świetle źródeł, t. 2 cz. 4: Od 1944 do 1956 r., Warszawa: Wojskowa Akademia Polityczna im. F. Dzierżyńskiego. Katedra Historii Polski i Polskiego Ruchu Robotniczego 1974.
- PPS a polska polityka zagraniczna 1926-1939, Warszawa: Państwowe Wydawnictwo Naukowe 1974.[2]
- Historia Polski w świetle źródeł, t. 2, cz. 1 z. 1: Od 1918 do 1939 r., Warszawa: Wojskowa Akademia Polityczna im. Feliksa Dzierżyńskiego. Katedra Historii Polski i Polskiego Ruchu Robotniczego 1975.
- Historia Polski w świetle źródeł, t. 2 cz. 1 z. 2: Od 1918 do 1939 r., Warszawa: Wojskowa Akademia Polityczna im. F. Dzierżyńskiego. Katedra Historii Polski i Polskiego Ruchu Robotniczego 1975.
- Polityka i walka Polskiej Partii Robotniczej 1942-1945, pod red. Leona Ziaji, Warszawa: Wojskowa Akademia Polityczna im. F. Dzierżyńskiego. Katedra Historii Polski i Polskiego Ruchu Robotniczego 1977.
- Walka PPR o niepodległość i socjalistyczny kształt Polski, Warszawa: WOW 1977.
- Ziaja, L. (1969). PPS i układy lokarneńskie. Dzieje Najnowsze:[kwartalnik poświęcony historii XX wieku].[3]